# بایومدیکال سیستمز
بیومدیکال سیستمز (به انگلیسی: Biomedical Systems Corporation) شرکت خدمات بالینی آمریکایی است که در زمینه های طراحی، توزیع و تحویل دستگاه های پزشکی و خدمات مربوط به قلب، تصویربرداری پزشکی و دستگاه تنفسی، و همچنین جمع آوری، تحلیل و توزیع نتایج الکترونیکی بیمار در تمام مراحل تحقیقات بالینی فعالیت می‌نماید.
این شرکت متاسس سال ۱۹۷۵ میلادی توسط رِی بَرِت (به انگلیسی: Ray Barrett) و دارای حدود ۴۰۰ کارمند در ۵ دفتر بین‌المللی ست.